# El Paraíso (Copán)
El Paraíso é um município de Honduras, localizado no departamento de Copán.